# Бергер, Людвиг (композитор)
Карл Людвиг Генрих Бергер (нем. Carl Ludwig Heinrich Berger; 18 апреля 1777, Берлин — 16 февраля 1839, там же) — немецкий композитор, пианист и музыкальный педагог.

## Биография
Начал учиться музыке в Темплине, куда был переведён по службе его отец, строительный инспектор. Затем во Франкфурте-на-Одере окончил гимназию и с 1795 года учился в местном университете, одновременно осваивая игру на флейте и фортепиано. С 1799 года изучал композицию под руководством Августина Гюрлиха в Берлине, в 1801 году отправился в Дрезден для продолжения занятий у Иоганна Готлиба Наумана, но Науман в том же году умер. Однако в Дрездене Бергер успел познакомиться и сблизиться с поэтом Людвигом Тиком и художником Филиппом Отто Рунге: трое молодых людей в ходе интенсивного обмена идеями предвосхитили концепцию гезамткунстверка, задумывая соединение живописи Рунге, поэзии Тика и музыки Бергера в единое целое.

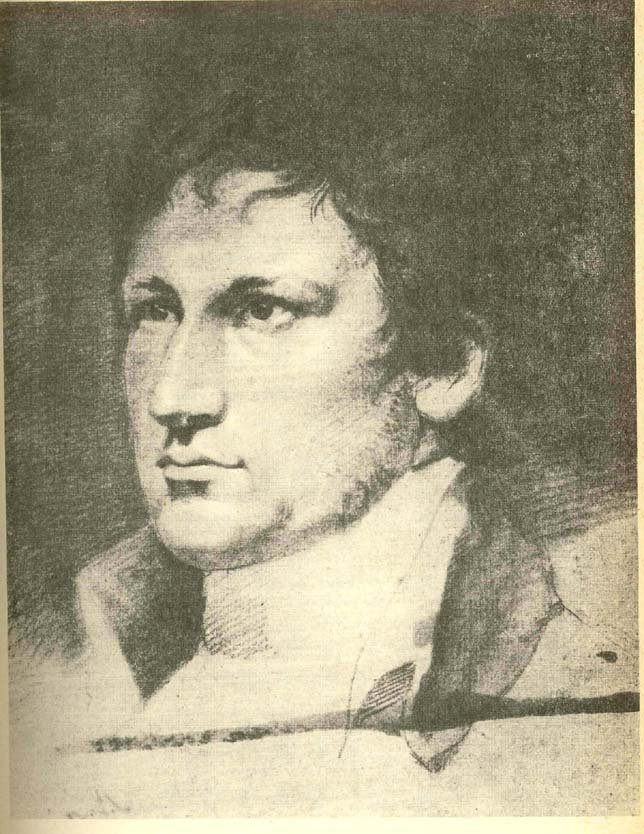
Людвиг Бергер на рисунке Рунге (1802)

Вернувшись в Берлин, Бергер в 1804 году познакомился с Муцио Клементи, который принял его в ученики и предложил присоединиться к его путешествию в Санкт-Петербург (в поездке также участвовал другой ученик Клементи, Август Александр Кленгель). В 1805—1812 гг. Бергер жил и работал в России, конкурируя как пианист с Джоном Филдом и Даниэлем Штейбельтом, которые в то же время служили ему примером для подражания. Приобретя значительную популярность как учитель фортепиано, Бергер упрочил в Петербурге своё материальное положение и нашёл возможность пригласить из Франкфурта-на-Одере свою невесту, молодую певицу Вильгельмину Каргес; отправившись ей навстречу, он в 1808 году сыграл свадьбу в Курляндской губернии, однако через десять месяцев жена и ребёнок умерли при родах. Это событие на всю жизнь определило подверженность Бергера меланхолии и раздражительности. Во время войны 1812 года Бергер покинул Российскую империю.
Некоторое время музыкант провёл в Стокгольме и Лондоне, где его фортепианные выступления были хорошо приняты публикой, но в 1814 году повредил руку и вынужден был полностью прекратить концертные выступления. В 1815 году вернулся в Берлин, где до самой своей смерти занимался, прежде всего, преподавательской работой. К числу его учеников принадлежали Феликс и Фанни Мендельсоны, Вильгельм Тауберт, Адольф Гензельт, Генрих Дорн и Август Вильгельм Бах. Умер во время очередного урока.
Подробную биографию Бергера опубликовал Людвиг Рельштаб (нем. Ludwig Berger: Ein Denkmal; 1846).

## Творчество
Наиболее заметной страницей в творческом наследии Бергера стал лидершпиль «Прекрасная мельничиха» (нем. Die schöne Müllerin), созданный в 1816 году в домашнем салоне Фридриха Августа фон Штегемана. Центральной фигурой салона был поэт Вильгельм Мюллер, влюблённый в юную поэтессу Луизу Гензель, в которую также влюбился и Бергер, безуспешно предлагавший девушке руку и сердце. Для любительского спектакля в салоне все его участники сочинили стихи, из которых в итоге десять (в том числе пять написанных Мюллером и два написанных Гензель) были положены Бергером на музыку и в 1818 году опубликованы. Впоследствии Мюллер вернулся к этим не совсем серьёзным стихам и радикально переработал их, а его переработанный и дополненный цикл «Прекрасная мельничиха» послужил основой для одноимённого цикла песен Франца Шуберта; по сравнению с шубертовскими песни Бергера носят гораздо более незатейливый характер (ведь они были рассчитаны на исполнение непрофессионалами), однако при ближайшем рассмотрении обнаруживают тонкую и эффективную работу композитора.
Бергеру принадлежит также ряд других песен, в общей сложности более 160, и довольно многочисленные фортепианные пьесы: семь сонат, этюды, вариации и т. д. Написал он и фортепианный концерт. Произведения Бергера, замечает Аррай фон Доммер, «содержательны, цельны, остроумны и со знанием дела проработаны», однако больше ценились специалистами, чем публикой, и далеко не полностью опубликованы.